# Gutwin

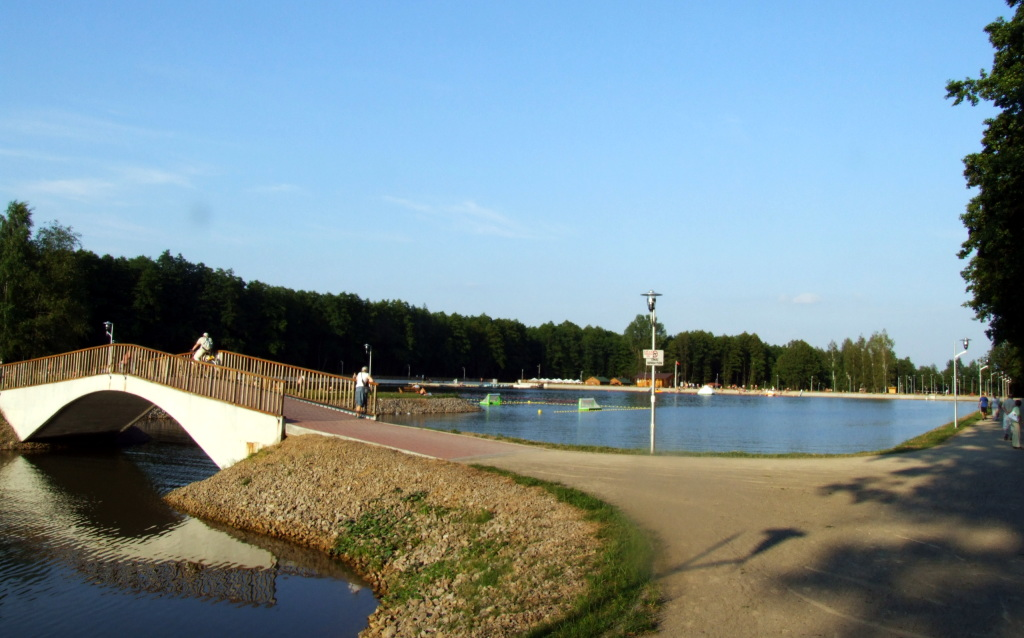
Ośrodek rekreacyjny Gutwin

Gutwin – osiedle samorządowe Ostrowca Świętokrzyskiego położone w jego północnej części. Włączone do miasta w 1954.
Przez osiedle przebiega  czerwony szlak rowerowy im. Mieczysława Radwana.
Znajduje się tu ośrodek rekreacyjno-wypoczynkowy z zespołem sztucznych zbiorników wodnych.

## Zasięg terytorialny
Osiedle obejmuje swym zasięgiem ulice: Agrestową, Akacjową, Dunalka, Gajową, Gościniec, Jagodową, Jałowcową, Jarzębinową, Kopaniny, Korzenną, Leśną, Malinową, Miodową, Orlą, Poziomkową, Porzeczkową, Przeskok, Przesmyk, Rzeczki, Siennieńską od nr 91 do nr 205 (numery nieparzyste) i od nr 92 do nr 294 (numery parzyste), Targową, Wrzosową, Wylot, Wysoką.

## Historia
Gutwin, który leży na skraju Puszczy Iłżeckiej, był w XIX wieku małą osadą leśną. Jego nazwa pochodzi od nazwiska gajowego Ignacego Gutwina (Guta). Po włączeniu w granice miasta, z inicjatywy ostrowieckiego oddziału PTTK, zagospodarowano pozostałości po niegdysiejszych gliniankach i stworzono ośrodek rekreacyjny.